# Linodendron aronifolium
Linodendron aronifolium är en tibastväxtart som beskrevs av August Heinrich Rudolf Grisebach. Linodendron aronifolium ingår i släktet Linodendron och familjen tibastväxter. Inga underarter finns listade i Catalogue of Life.